# Route départementale 66 (Hérault)
Pour les articles homonymes, voir Route départementale 66.
La route départementale 66 est une route départementale française reliant Montpellier-place du Père Louis à Carnon-plage.

## Parcours

### De Montpellier à Carnon
Sur cette section, le tracé forme la déviation de  l'avenue de Mer  (d 21) depuis 2009.
La route est aménagée sur cette section en 2*2 voies (90 km/h) depuis 1999 à l'exception du tronçon situé sur Montpellier (70 km/h).
Un radar automatique est aussi installé près de la sortie du Parc des Expositions.
- Montpellier-place du Père-Louis ( km 0 )
- Montpellier-la Pompignane ( km 0,5 )
- Montpellier-Odysseum ( km 1,5 )
- Montpellier-Grammont ( km 3 )
- A709 ( km 3,5 )
- Lattes, Boirargues, Mauguio ( km 5 )
- Aéroport de Montpellier-Méditerranée ( km 6,5 )
- Pérols, Parc des Expositions ( km 8 )
- Carnon-ouest, Cabanes de Pérols ( km 10 )
- Carnon-centre, Palavas-les-Flots ( km 11,5 )

## De Carnon à La Grande-Motte
La D62 est le prolongement naturel de la D66 vers Le Grau-du-Roi.
Construit dans les années 1970, ce troncon a pour but de relier Montpellier et La Grande-Motte en 2×2 voies (110 km/h) en dédoublant la départementale 59 longeant la mer.
- Petit-Travers ( km 13 )
- Grand-Travers ( km 15 )
- La Grande-Motte ( km 19 )
- Lunel,  Le Grau-du-Roi ( km 21 )